# گری گیل
گری گیل (انگلیسی: Gary Gill؛ زادهٔ ۲۸ نوامبر ۱۹۶۴) بازیکن فوتبال اهل بریتانیا است.
از باشگاه‌هایی که در آن بازی کرده‌است می‌توان به باشگاه فوتبال هال سیتی، باشگاه فوتبال میدلزبرو، باشگاه فوتبال دارلینگتون، و باشگاه فوتبال کاردیف سیتی اشاره کرد.